# Banco do Estado do Amazonas
O Banco do Estado do Amazonas (BEA) foi um banco estatal controlado pelo governo do estado do Amazonas e criado em 18 de dezembro de 1956 na gestão de Plínio Ramos Coelho. Foi privatizado em 24 de janeiro de 2002, através de leilão, onde foi comprado pelo Bradesco.